# Иботирама
Иботирама (порт. Ibotirama)  —  муниципалитет в Бразилии, входит в штат Баия. Составная часть мезорегиона Вали-Сан-Франсискану-да-Баия. Входит в экономико-статистический  микрорегион Барра. Население составляет 25 465 человек на 2007 год. Занимает площадь 1391,232 км². Плотность населения — 18,3 чел./км².
Праздник города — 14 августа.

## История
Город основан в 1958 году.

## Статистика
- Валовой внутренний продукт на 2003 год составляет 53 964 589,00 реалов (данные: Бразильский институт географии и статистики).
- Валовой внутренний продукт на душу населения на 2003 год составляет 2203,00 реалов (данные: Бразильский институт географии и статистики).
- Индекс развития человеческого потенциала на 2000 год составляет 0,697 (данные: Программа развития ООН).